# Тамаші (Ілфов)
Тамаші (рум. Tamași) — село у повіті Ілфов в Румунії. Входить до складу комуни Корбянка.
Село розташоване на відстані 17 км на північний захід від Бухареста, 123 км на південь від Брашова.

## Населення
За даними перепису населення 2002 року у селі проживали 1519 осіб. Усі жителі села рідною мовою назвали румунську.
Національний склад населення села:
| Національність | Кількість осіб | Відсоток |
| -------------- | -------------- | -------- |
| румуни         | 1461           | 96,2%    |
| цигани         | 58             | 3,8%     |